# Studienabbruch
Studienabbruch bezeichnet die vorzeitige Beendigung eines Erststudiums, also vor Erlangen eines akademischen Grades, durch den Studenten (Studienabbrecher), ohne eine Wiederaufnahme des Studiums zu einem späteren Zeitpunkt. Als Studienabbrecher werden ehemalige Studierende bezeichnet, die ihr Erststudium ohne einen Hochschulabschluss beendet haben. Die Beendigung tritt rechtlich mit der Exmatrikulation ein, wobei noch viele immatrikulierte Studienabbrecher das Studium bereits faktisch aufgegeben haben. Wenn über „Altfälle“ eines Studienabbruchs gesprochen wird, ist zu berücksichtigen, dass es die Möglichkeit zu einem Bachelor-Abschluss noch nicht immer und nicht flächendeckend gab. So gibt es in Deutschland erst seit 2000 Akademiker mit einem Bachelor-Abschluss.

## Situation in Deutschland
In Deutschland beenden nach einer Studie aus dem Jahr 2014 etwa 28 % der deutschen Studierenden ihr Bachelorstudium ohne Abschluss. Die Abbruchquote an Universitäten liegt bei 33 %, an Fachhochschulen bei 23 %. Diese Zahlen gelten nur für die deutschen Präsenzhochschulen. Fernuniversitäten haben eine darüber hinausgehende Abbruchquote. Nach einer HIS-Studie aus dem Jahr 2002 brechen derzeit durchschnittlich 25 % eines Studienjahrganges ihr Studium ab. Bei Männern brechen durchschnittlich 27 %, bei den Frauen 23 % das Studium ab. Vor allem in den Studiengängen der Mathematik und Naturwissenschaften, der Physik und der Informatik und der BWL ist an den Universitäten eine anhaltend hohe Studienabbruchquote zu verzeichnen. Die Quote liegt hier zum Teil deutlich über 30 %. Ähnlich sieht es in den Studiengängen Maschinenbau, Ingenieurwissenschaften und Elektrotechnik aus. Am höchsten ist die Abbruchquote im Bauingenieurwesen. Bei diesem Studiengang schaffen ca. 51 % der Studenten den Bachelor nicht. Niedrige Abbruchquoten finden sich hingegen in den Rechtswissenschaften und in der Pädagogik. Die niedrigste Abbruchquote hat der Studiengang Psychologie, nur jeder Zehnte bricht sein Bachelorstudium ab. Insgesamt sind die Zahlen in den letzten Jahren leicht gestiegen, von 28 % (2014) auf 29 % (2016). Die Abbruchquote für Master-Studiengänge liegt an Universitäten bei 10 % an Fachhochschulen bei 7 %. Beim Vergleich der Quoten muss allerdings berücksichtigt werden, dass die Eingangsvoraussetzungen für die Aufnahme eines Studiums in den genannten Fächern nicht gleich sind. So ist es plausibel, dass Fächer, die durch einen strengen Numerus clausus eine hohe Zahl Hochschulzugangsberechtigter vor der geplanten Aufnahme eines Studiums herausfiltern, eine relativ niedrige Zahl an Studienabbrechern vorweisen können.
Die geringere Neigung zum Studienabbruch an den Fachhochschulen hängt unter anderem mit den dort bestehenden Studienbedingungen zusammen. Die stärkere Strukturierung des Studiums sorgt für bessere Orientierung. Auch der intensivere Praxisbezug und die kürzeren Studienzeiten dürften einer Abbrucherwägung an einer Fachhochschule entgegenstehen.

## Studienabbruch und soziale Herkunft
| Soziale Herkunft nach Exmatrikulationsgruppe in Prozent                                                 | Soziale Herkunft nach Exmatrikulationsgruppe in Prozent | Soziale Herkunft nach Exmatrikulationsgruppe in Prozent |
| Soziale Herkunftsgruppe                                                                                 | Studienabbrecher                                        | Hochschulabsolventen                                    |
| --- | ------------------------------------------------------- | ------------------------------------------------------- |
| untere                                                                                                  | 16                                                      | 12                                                      |
| mittlere                                                                                                | 22                                                      | 20                                                      |
| gehobene                                                                                                | 31                                                      | 32                                                      |
| hohe | 31                                                      | 37                                                      |
| (Ulrich Heublein, Heike Spangenberg, Dieter Sommer: Ursachen des Studienabbruchs. Analyse 2002, S. 46 ) |                                                         |                                                         |

Studierende mit niedriger sozialer Herkunft stellen nur 12 % der Hochschulabsolventen, aber 16 % der Studienabbrecher. Studierende mit hoher sozialer Herkunft stellen 37 % der Hochschulabsolventen, aber nur 31 % der Studienabbrecher. Die Autoren der Studienabbruchstudie 2002 Heublein/Spangenberg/Sommer vermerken hierzu, dass ein Einfluss der sozialen Herkunft auf den Studienabbruch vorhanden ist. Hiermit bestätigen sie Studien von Tino Bargel und die Österreichische Studienabbruchstudie von Franz Kolland.
Auch die Motivlage für einen Studienabbruch scheint abhängig zu sein von der sozialen Herkunft. So gaben aus der niedrigen sozialen Herkunftsgruppe überproportional viele Studierende an, aus finanziellen und aus gesundheitlichen Gründen das Studium abgebrochen zu haben. Letzteren Grund führen Heublein/Spangenberg/Sommer darauf zurück, dass diese Gruppe sich aufgrund ihrer Bildungsbiographie in einer besonderen Anspannungs- und Anforderungssituation befänden. Kein Zusammenhang zeige sich hingegen zwischen der sozialen Herkunft und dem Studienabbruch aus Gründen mangelnder Studienleistungen.
Allerdings muss zwischen den Fächern unterschieden werden. Während in den Fächern Medizin und Jura, in denen sowieso schon der Anteil von Studierenden mit niedriger sozialer Herkunft sehr gering ist, für diese Gruppe ein sehr viel höherer Risikofaktor für den Studienabbruch besteht, ist dies in den Fächern Erziehungswissenschaft und an den Fachhochschulen, insbesondere in den Ingenieurwissenschaften, keineswegs der Fall.

## Ursachen eines Studienabbruchs
In einer Studie des BMBF zu den Ursachen von Studienabbrüchen zeigten sich folgende Abbrechertypen in der angegebenen Verteilung:
- Frühe Studienabbrecher ohne berufliche Neuorientierung (Anteil: 13 %): Studenten mit falscher Fachwahl, die häufig danach ein anderes Studium beginnen.
- Frühe Studienabbrecher mit beruflicher Neuorientierung (Anteil: 27 %): Studenten mit falschen Studienvorstellungen, die sich danach beruflich neu orientieren.
- Späte Studienabbrecher ohne berufliche Neuorientierung (Anteil: 7 %): Studenten, bei denen sich erst in der Auseinandersetzung mit dem Studium ein Motivationsproblem ergeben hat und die häufig das Erlernte in eine fachbezogene Berufstätigkeit mitnehmen.
- Späte Studienabbrecher mit beruflicher Neuorientierung (Anteil: 24 %): Studenten, bei denen sich durch das Studium eine Distanzierung vom gewählten Fach ergeben hat und die in eine fachfremde Tätigkeit wechseln.
- Studienabbrecher aus familiären Gründen (Anteil 9 %): In diesem Bereich sind weibliche Studenten überproportional vertreten.
- Studienabbrecher wegen nicht bestandener Prüfungen (Anteil 6 %): Bei dieser Gruppe stellen fachliche Anforderungen oder auch Prüfungsängste eine unüberwindliche Hürde dar.
- Studienabbrecher aus finanziellen Gründen (Anteil 13 %): Bei dieser Gruppe sind die zur Deckung finanzieller Verpflichtungen notwendigen Zeitaufwendungen nicht mehr mit einem Studium vereinbar.

Dabei führt ein Studienabbruch nicht unbedingt zu einem Karriereknick, teilweise wird das Studium aufgrund vorzeitiger beruflicher Chancen beendet.
Der Bayerische Oberste Rechnungshof hat 2019 festgestellt, dass in Bayern hohe Abbruchquoten besonders bei MINT-Fächern anzunehmen sind. Genaue Angaben ließen sich aber nicht treffen, weil der Begriff „Studienabbrecher“ nicht eindeutig definiert sei.

## Vorbeugung von Studienabbrüchen
Um die Quote der Studienabbrecher zu reduzieren, erhalten Hochschulen in NRW für jeden erfolgreichen Studienabschluss ab 2016 einen Erfolgsbonus von 4.000 Euro. Andere Bundesländer wollen diesbezüglich in Zukunft nachziehen.
Sachsens Hochschulen arbeiten seit 2016 am Aufbau von Frühwarnsystemen, mit denen abbruchgefährdete Studierende datengestützt frühzeitig identifiziert werden sollen, um gesondert beraten zu werden.
Im Zuge der Neuregelung des Numerus clausus-Verfahrens in den letzten Jahrzehnten in Deutschland wurde der Anteil derer, die allein aufgrund ihres guten Notendurchschnitts im Abitur einen Zugang zu einem Studienplatz in einem NC-Fach bekommen, auf 20 % reduziert. Weitere 20 % erhalten aufgrund ihrer Wartezeit einen automatischen Zugang zu „ihrem“ Studienplatz. Die verbleibenden 60 % werden nach Verfahren vergeben, bei denen die betreffende Hochschule eigene Maßstäbe anlegen kann. Das ermöglicht ihr, Bewerber nicht aufzunehmen, die sie für nicht hinreichend geeignet hält, sofern die Bewerber nicht Ansprüche aus den erstgenannten Verfahren erheben können.

## Studienabbrecher im Deutschen Bundestag
Nach Berechnungen der Frankfurter Allgemeinen Zeitung (2013) sind Studienabbrecher folgendermaßen absteigend auf die Fraktionen im Deutschen Bundestag verteilt:
- Bündnis 90/Die Grünen: 8,8 %
- FDP: 7,5 %
- SPD: 6,8 %
- Die Linke: 5,3 %
- CDU/CSU: 3,6 %

Insgesamt haben 5,6 % aller Mitglieder des Deutschen Bundestages ihr Studium abgebrochen.

## Bekannte Studienabbrecher
- Volker Beck, Politiker, MdB (Bündnis 90/Die Grünen), studierte Kunstgeschichte, Geschichte und Germanistik in Stuttgart.
- Henryk M. Broder, Publizist und Buchautor, studierte verschiedene Fächer in Köln.
- Reinhard Bütikofer, Politiker, ehemaliger Bundesvorsitzender von Bündnis 90/Die Grünen, studierte Geschichte und Sinologie in Heidelberg.
- Daniel Cohn-Bendit, Politiker, MdEP (Bündnis 90/Die Grünen), studierte Soziologie in Paris.
- Michael Dell, Gründer der Computerfirma Dell, der texanische Unternehmer brach 1984 sein Medizinstudium gegen den Willen seiner Eltern ab.
- Larry Ellison, Gründer und Präsident (CEO) des US-Softwarekonzerns Oracle, studierte ab 1962 an der University of Illinois in Champaign Mathematik, fiel 1964 durch sämtliche Abschlussexamen und verließ die Hochschule ohne Abschluss.
- Roland Emmerich, Regisseur, studierte an der Münchner Hochschule für Fernsehen und Film, ging aber vor dem Examen nach Hollywood.
- Ottfried Fischer, Schauspieler, begann in München ein Jurastudium, das er abbrach.
- Bill Gates brach 1975 sein Mathematikstudium an der Harvard University ab, um sich ausschließlich seinem Unternehmen Microsoft Corporation zu widmen.
- Katrin Göring-Eckardt, Politikerin, MdB (Bündnis 90/Die Grünen), studierte evangelische Theologie in Leipzig.
- Herbert Grönemeyer, Musiker und Schauspieler, war 23 Semester lang als Student der Musikwissenschaft und des Rechtes immatrikuliert, ohne Abschluss.
- Bella Hadid, ein US-amerikanisches Model. Sie brach ihr Fotografiestudium an der Parsons School of Design ab.
- Janet Hubert, eine US-amerikanische Schauspielerin, die ihr Studium an der Juilliard School abbrach.
- Aya Jaff, Autorin, Gründerin und Motivationsrednerin, brach ihr Informatik-Studium ab.
- Günther Jauch hat sowohl sein Studium der Rechtswissenschaften in Berlin als auch seine Studien in Politik und Neuerer Geschichte in München abgebrochen.
- Steve Jobs, Mitgründer der Computerfirma Apple: Abbruch seines Studiums am Reed College, Oregon, nach einem Semester.
- Wolfgang Joop, Designer, studierte Werbepsychologie in Braunschweig, ohne Abschluss.
- Jörg Kachelmann, Moderator, Journalist und Unternehmer mit Schwerpunkt Meteorologie, studierte Geographie, Mathematik und Physik in Zürich, ohne Abschluss.
- Oliver Kalkofe, Satiriker und Moderator, studierte Anglistik, Germanistik und Publizistik in Münster. Nach acht Semestern brach er ab.
- Johannes B. Kerner, Moderator und Talkmaster, begann 1984 in Berlin BWL zu studieren und arbeitete parallel dazu in der Sportabteilung des Senders SFB. 1988 verabschiedete er sich ohne Abschluss vom Studium.
- Heinrich von Kleist, Schriftsteller, brach 1800 nach drei Semestern an der Viadrina in Frankfurt an der Oder sein Studium der Mathematik und Physik ab.
- Kevin Kühnert, ehemaliger Bundesvorsitzender der Jusos (SPD), Generalsekretär SPD
- Friedrich Küppersbusch, Fernsehproduzent, beendet das Journalistikstudium ohne Diplom, da ihm Arbeit beim WDR attraktiver erschien.
- Sebastian Kurz, österreichischer Politiker (ÖVP) und Altbundeskanzler, Rechtswissenschaften abgebrochen.
- Ricarda Lang, Bundesvorsitzende Bündnis 90/Die Grünen, studierte ab 2012 Rechtswissenschaften, brach dies jedoch 2019 ohne Abschluss ab.
- Hans Meiser, Moderator, studierte in Stuttgart Germanistik, Geschichte und Kunstgeschichte – ohne Abschluss.
- Oswald Metzger, Politiker und Publizist, studierte Rechtswissenschaft in Tübingen.
- Ulrich Meyer, Moderator, studierte nach Abitur und Wehrdienst Medizin in Köln, brach das Studium allerdings ab. 1979 begann er sein Volontariat bei der Kölnischen Rundschau.
- Juliane Nagel, Politikerin (Die Linke) und seit 2014 Mitglied des Sächsischen Landtags, studierte bis 2014 Politikwissenschaft.
- Omid Nouripour, Politiker, MdB (Bündnis 90/Die Grünen), verschiedene Fächer abgebrochen.
- Yoko Ono, Künstlerin und Sängerin, brach ihr Philosophiestudium an der Gakushūin-Universität ab.
- Kai Pflaume, Show-Moderator, abgebrochenes Informatikstudium in Magdeburg.
- Jörg Pilawa, Moderator, beendete sein Medizinstudium in Hamburg nach sechs Semestern.
- Frank Plasberg, Moderator, beendete das Studium der Theaterwissenschaft, Politik und Pädagogik in Köln nach siebzehn Semestern.
- Claudia Roth, Politikerin, ehemalige Bundesvorsitzende von Bündnis 90/Die Grünen, stellvertretende Bundestagspräsidentin, studierte Theaterwissenschaften in München.
- Kathrin Vogler, Politikerin (Die Linke), Soziologie, Geschichte und Politikwissenschaft abgebrochen.
- Steve Wozniak, Mitgründer der Computerfirma Apple, hielt im Jahre 2006 am Stanford College eine Rede,[10] in der er sowohl sein eigenes als auch das Studium allgemein als Geld- und Zeitverschwendung bezeichnete.
- Paul Ziemiak, Generalsekretär der CDU, studierte Rechtswissenschaften und Unternehmenskommunikation ohne Abschluss.
- Mark Zuckerberg, Gründer von Facebook, studierte Psychologie und Informatik in Harvard und brach sein Studium 2006 ab.